# Golden Life/OVERNIGHT REVOLUTION
「Golden Life/OVERNIGHT REVOLUTION」（ゴールデン ライフ/オーバーナイト レボリューション）は、2016年1月27日にFlyingDogから発売されたAKINO with bless4の両A面の6作目のシングルである。

## 録音
表題曲「Golden Life」は2015年11月17日に、「OVERNIGHT REVOLUTION」は1週間後の11月24日にそれぞれレコーディングが行われた。

## 音楽性

### Golden Life
表題曲「Golden Life」は、テレビアニメ『アクティヴレイド -機動強襲室第八係-』のOPテーマとして使用された。
OPアニメーションは冒頭のナレーションを各話の中心人物が担当するほか、登場するダイハチのウィルウェアは途中から本編の進行に伴って解禁されていく。第2期の第12話では挿入歌として使用された。
歌詞やメロディーが作品の世界観にマッチしたラウドロックな楽曲となっている。AKINO曰く「Golden＝輝く」「Life＝人生」ということで、人生も冒険。ジャングルにいるかのような感じで、何が起こるか分からないけど、落ち着く場面もある。自分が行きたい場所、それが「Golden Life」なのかもしれない。そういう場所を探す冒険者を応援する、それぞれ輝く皆のゴールデンライフを手助けできる曲にできたら良いなとコメントしている。
発売当初はライヴ等で本作を披露する機会は非常に少なかったが、2021年開催のソロデビュー15th Anniversary コンサート『you ears, our years』を皮切りに歌唱頻度が増え、2022年に参加した合同イベント、配信ライヴ等ではほぼ必ずセットリストに組み込まれていた。

### OVERNIGHT REVOLUTION
表題曲「OVERNIGHT REVOLUTION」は、協力アクションRPG『蒼空のリベラシオン』の主題歌に採用されている。AKINOは本作を、「作品の世界観を重視した壮大でファンタジックな楽曲に仕上がったのでは」と評した。
c/w曲「ドキドキするから」は、bless4メンバーであり、AKINOの実兄のAKASHIが作曲を、実姉のKANASAが作詞をそれぞれ担当している。レコーディングの際、普段通りに歌っているAKINOに対し、AKASHIから「これはドキドキする楽曲だから可愛く歌ってみよう」と提案されたが、「（そんな歌い方は）私じゃない！」と可愛い系統の曲が苦手なAKINOは当初抵抗があったという。語尾を上げたりする歌い方に、「自分なりに新しいことにチャレンジしたなと思います」とコメントしている。
本作はノンタイアップ曲であったが、2021年に川満アート・テイメント公式YouTube番組『KAT-TV』の挿入歌として採用された。

## リリース
本作は2016年1月27日にFlyingDogから発売された。前作「海色」から約11ヶ月ぶりのシングル。今回は〈AKINO with bless4〉名義でのリリース。
両A面Wタイアップシングルの為、「Golden Life」Ver.（VTCL-35223）と、「OVERNIGHT REVOLUTION」Ver.（VTCL-35224）の2種類でリリースされた。

## プロモーション・マーケティング
本作の発売を記念して、発売当日の21時からAKINO with bless4・相坂優歌によるニコニコ生特番が決定した。

## 評価
CDジャーナルは、雄々しいスタートはもちろん、豊かな声量から繰り出されるドラマティックな展開は、リスナーに楽曲を強く印象づける。歌い出しから圧巻のハイトーンを披露するハードなアッパー・チューンと評した。

## Message／PV
※AKINO with bless4による楽曲コメント
| 公開日         | 外部映像リンク  | 公開元    |
| -------------- | --------------- | --------- |
| 2015年11月15日 | 「Golden Life」 | FlyingDog |

※アニメーションPV
| 公開日         | 外部映像リンク  | 公開元    |
| -------------- | --------------- | --------- |
| 2015年12月17日 | 「Golden Life」 | FlyingDog |

※FlyingDog・SEGA公開のPV
| 公開日        | 外部映像リンク           | 公開元    |
| ------------- | ------------------------ | --------- |
| 2016年1月19日 | 「OVERNIGHT REVOLUTION」 | FlyingDog |
| 2016年5月17日 | 「OVERNIGHT REVOLUTION」 | SEGA      |

## ライヴ・パフォーマンス
表題曲「Golden Life」・「OVERNIGHT REVOLUTION」は、2016年1月30日に秋葉原UDXで行われたイベント『アクティヴレイド -機動強襲室第八係- OP＆EDテーマCD発売記念イベント』で初披露された。

## チャート成績

### チャート
| チャート                | 最高位 |
| ----------------------- | ------ |
| オリコン（週間）        | 56位   |
| Billboard JAPAN HOT 100 | 84位   |

### 受賞
- AKINO15全曲総選挙 - 2位（Golden Life）[注 1]

## 収録曲 <アクティヴレイド盤>
「Golden Life」Ver.
1. Golden Life [4:39]
作詞：藤林聖子 / 作曲・編曲：鴇沢直
テレビアニメ『アクティヴレイド -機動強襲室第八係-』OPテーマ
2. OVERNIGHT REVOLUTION [4:36]
作詞：藤林聖子 / 作曲・編曲：鴇沢直
スマートフォンゲーム『蒼空のリベラシオン』主題歌
3. ドキドキするから [5:00]
作詞：KANASA / 作曲：AKASHI / 編曲：鴇沢直
YouTube番組『KAT-TV』挿入歌
4. Golden Life（Instrumental）
5. OVERNIGHT REVOLUTION（Instrumental）
6. ドキドキするから（Instrumental）

## 収録曲 <リベラシオン盤>
「OVERNIGHT REVOLUTION」Ver.
1. OVERNIGHT REVOLUTION [4:36]
作詞：藤林聖子 / 作曲・編曲：鴇沢直
スマートフォンゲーム『蒼空のリベラシオン』主題歌
2. Golden Life [4:39]
作詞：藤林聖子 / 作曲・編曲：鴇沢直
テレビアニメ『アクティヴレイド -機動強襲室第八係-』OPテーマ
3. ドキドキするから [5:00]
作詞：KANASA / 作曲：AKASHI / 編曲：鴇沢直
YouTube番組『KAT-TV』挿入歌
4. OVERNIGHT REVOLUTION（Instrumental）
5. Golden Life（Instrumental）
6. ドキドキするから（Instrumental）

## メディアでの使用
| Golden Life          | テレビアニメ『アクティヴレイド -機動強襲室第八係-』OPテーマ |
| OVERNIGHT REVOLUTION | スマートフォンゲーム『蒼空のリベラシオン』主題歌            |
| ドキドキするから     | YouTube番組『KAT-TV』挿入歌                                 |

## 収録アルバム
| タイトル             | アルバム                 | 発売日        | 備考                 |
| -------------------- | ------------------------ | ------------- | -------------------- |
| Golden Life          | 『your ears, our years』 | 2021年3月24日 | AKINO ベストアルバム |
| OVERNIGHT REVOLUTION | 『your ears, our years』 | 2021年3月24日 | AKINO ベストアルバム |
| ドキドキするから     | 『your ears, our years』 | 2021年3月24日 | AKINO ベストアルバム |

## スタッフ・クレジット

### STAFF
Performed・Styling by AKINO
- Producer：石川吉元（FlyingDog）
- Artist Management：YOSHI川満（川満アート・テイメント）
- Recording Coordinator : 荒井成美
- Promoter : 益子恵（FlyingDog）/ 菅原貴範 / 鈴木裕介 / 柏渕友美（FlyingDog）
- Sales Promoter : 梅本薫（Victor）/ 山下宏（FlyingDog）
- Art Direction ＆ Design : 守矢努
- Photography : 平間晴香
- Hair ＆ Make up : 鈴木彩
- Art Coordination : 井之上伸也（OKNACK.inc.）
- Editorial Coordination : 菊池健司

### 楽曲STAFF
01.「Golden Life」
- Computer Programming ＆ Keyboards : 鴇沢直
- Guitar：山崎淳
- Bass：TABOKUN
- Recording & Mixing Engineer：小坂康太朗（MIXER'S LAB）

02.「OVERNIGHT REVOLUTION」
- Computer Programming ＆ Keyboards : 鴇沢直
- Guitar：山崎淳
- Bass：TABOKUN
- Violin : 門脇大輔
- Recording & Mixing Engineer：小坂康太朗（MIXER'S LAB）

03.「ドキドキするから」
- Computer Programming ＆ Keyboards : 鴇沢直
- Guitar：山崎淳
- Recording & Mixing Engineer：小坂康太朗（MIXER'S LAB）
- Recording Engineer：安達義規

### Choreographer
- KANASA from bless4[14]

## ブックレットの誤字脱字
本作「Golden Life/OVERNIGHT REVOLUTION」（商品番号：VTCL-35223）、「OVERNIGHT REVOLUTION/Golden Life」（商品番号：VTCL-35224）発売後、封入されているブックレット内の歌詞表記に誤字脱字があることが判明する。
修正済みブックレットを希望の購入者は、FlyingDogのホームページから発送が希望できるほか（無料）、修正版テキストも同サイトよりPDFデータでダウンロードが可能となっている。
ブックレットの発送は2016年2月8日以降、順次行われた。

## カバー
Golden Life
- YOSHIKO -『DivA Effect Project 3rd』（2017年10月31日）[16]